# Ares
Ares (în greacă veche Ἄρης, însemnând, literalmente, „bătălie”) este zeul războiului în mitologia greacă. El este unul dintre cei doisprezece olimpieni și fiul lui Zeus și Hera. Grecii erau ambivalenți față de el. El întruchipează viteza fizică necesară pentru succesul în război, dar poate, de asemenea, să personifice brutalitatea și pofta de sânge, spre deosebire de sora sa  Atena, care simbolizează strategia militară.  
Deși există multe opere literare despre relațiile sale amoroase și copiii lui, Ares are un rol limitat în  mitologia greacă. Când apare, este adesea umilit. Când zeul  fierar Hefaistos a descoperit că soția sa Afrodita avea o aventură cu Ares, i-a prins pe cei doi iubiți într-o plasă și i-a expus la ridiculizarea de către ceilalți zei.
Deși numele lui Ares își are originea din Micene, reputația sa „sălbatică” a fost gândită de unii pentru a reflecta originile sale de zeitate tracică. În unele părți din Asia Mică, el era o zeitate oraculară și mai multe orașe de acolo organizau festivaluri anuale pentru a-l venera ca protector al orașului. Sciții ucideau pe unul din cei o sută de prizonieri de război ca ofrandă pentru un ritual dedicat zeului lor echivalent cu Ares. Spartanii îi dedicau sacrificii umane lui Ares.
Cel mai apropiat omolog al său în religia romană este Marte, căruia i s-a acordat un loc mai important și mai demn în religia romană antică. În timpul elenizării din literatura latină, miturile lui Ares au fost  reinterpretate de către scriitorii romani sub numele de Marte, iar mai târziu în arta și literatura occidentală, cele două figuri au devenit indistincte.

## Etimologia numelui

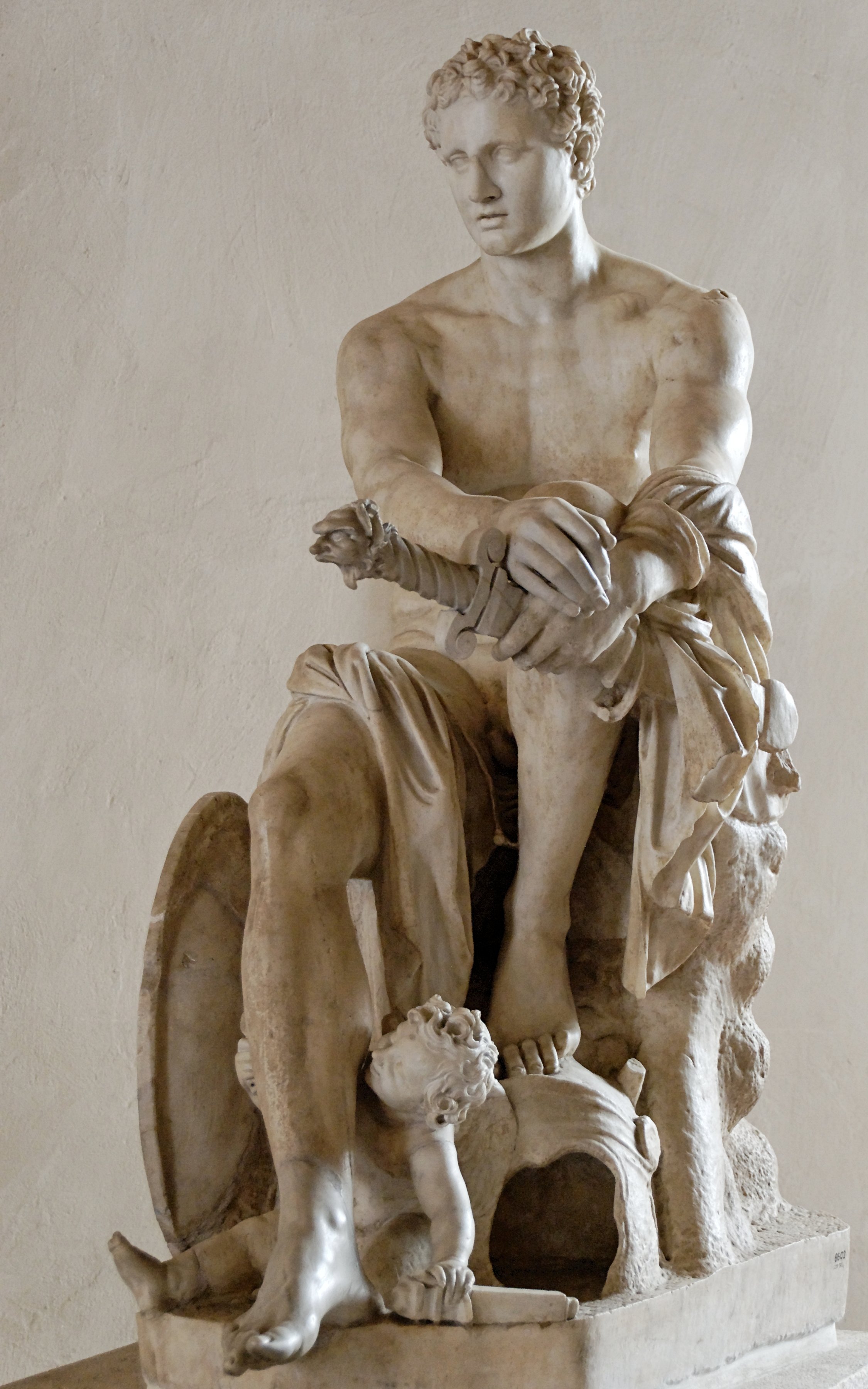
Ares Ludovisi, copie romană a unei statui grecești cu Ares

Etimologia numelui Ares este în mod tradițional legată de cuvântul grecesc ἀρή (arē), forma ionică a doricului ἀρά (ara), care semnifică„  ruină, blestem, imprecație”.   Walter Burkert notează că „Ares este aparent un substantiv abstract antic, care înseamnă mulțime de luptă, război.”  Robert S. P. Beekes a sugerat o origine pre-greacă a numelui.  
Cea mai veche formă atestată a numelui este greaca miceniană    a-re  scrisă în scriptul silabic Liniar B.  
Epitetul adjectival, Areios, a fost adesea atașat la numele altor zei atunci când au luat un aspect de războinici sau  când s-au implicat în război: Zeus Areios, Athena Areia,   Afrodita Areia. În Iliada, cuvântul ares este folosit ca substantiv comun sinonim cu „luptă”.  Atributele lui Ares sunt  casca, scutul și sabia sau sulița.  
Inscripțiile  din timpurile miceniene și  perioada clasică, atestă  că  Enyalios  era un alt nume pentru zeul războiului.
„Ares și-ar datora numele firii sale bărbătești (árren) și vitejiei (andreion); sau, încă, asprimii și felului său neînduplecat de a fi, ceea ce se cheamă árraton (de neînfrînt), prin urmare, numele de Ares s-ar potrivi întru totul unui zeu al războiului.”

## Caracterizare

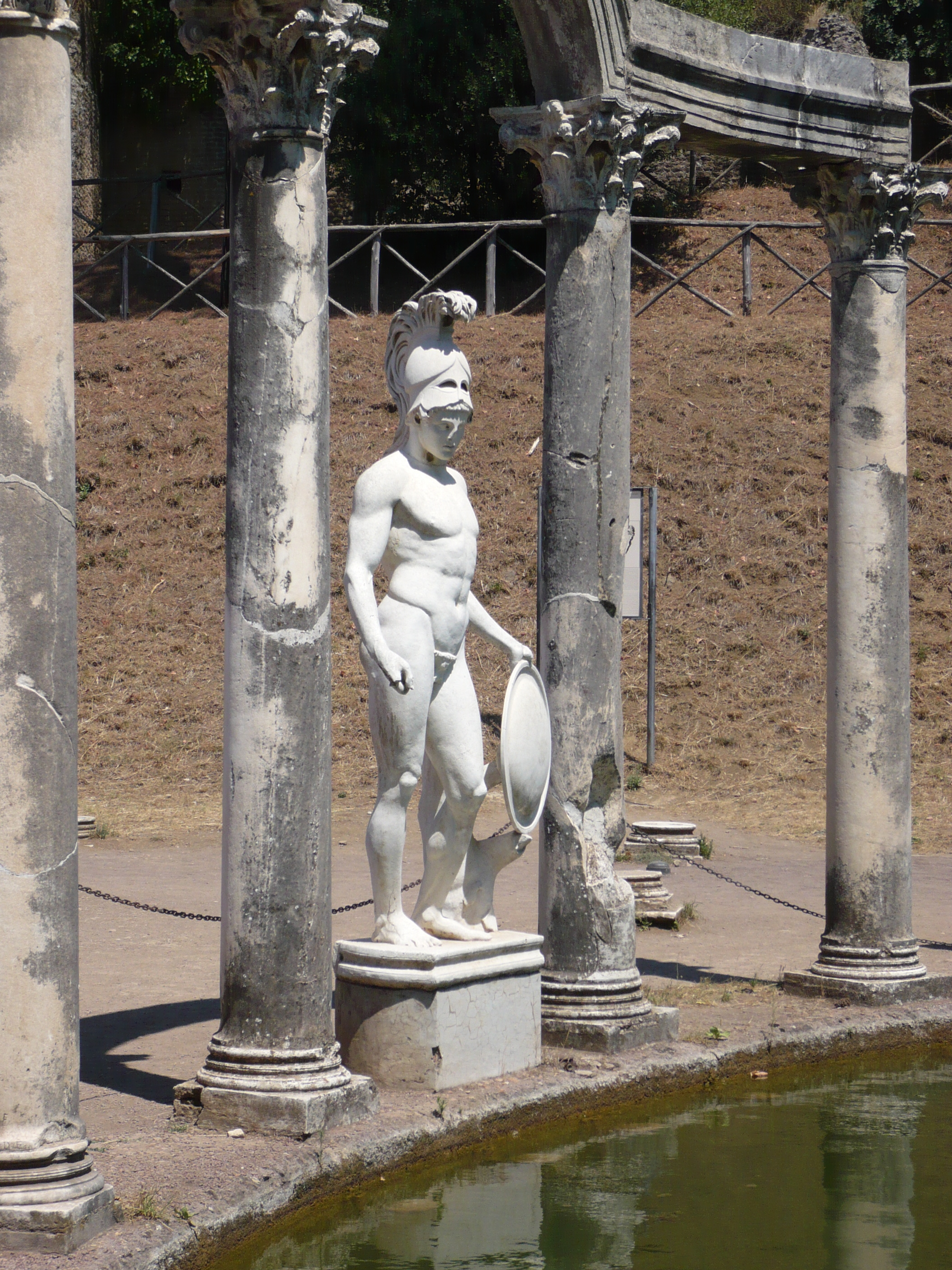
Statuia lui Ares
(Vila Hadriana, Italia)

### Epitete
- Αατος πολεμοιο Aatos polemoio „Insațiabil de luptă și război”[15]
- Αφνειος Aphneios „Abundent”[15]
- Ανδρειφοντης Andreiphontês „Distrugătorul de oameni”[15]
- Βροτολοιγος Brotoloigos „Ucigașul”[15]
- Δεινος Deinos „Cel teribil” sau „cel înspăimântător”[15]
- Ενχεσπαλος Enkhespalos „Care arată sulița”[15]
- Ενυαλιος Enyalios „Cel războinic”[15]
- Γυναικοθιονας Gynaikothoinas „Ospătat de femei”[15]
- Ἱππιος Hippios „(Cel) al cailor”[15]
- Χαλκεος Khalkeos „De alamă” sau „al bronzului”[15]
- Χαλκοκορυστης Khalkokorustês „Înarmat cu bronz”[15]
- Χρυσοπελεξ Khrysopêlêx „Cu coiful de aur”[15]
- Λαοσσοος Laossoos „Care mobilizează bărbații”[15]
- Μιαιφονος Miaiphonos „Însângerat”[15]
- Οβριμος Obrimos „Cel puternic” sau „cel măreț”[15]
- Οχυς Oxus „Ascuțit” sau „străpungător”[15]
- Πολεμιστης ταλαυρινος Polemistês talaurinos „Care luptă sub scut”[15]
- Ρινοτορος Rhinotoros „Care străpunge scuturi” sau „care străpunge carne”[15]
- Τειχεσιπλητης Teikhesiplêtês „Care se aruncă asupra cetăților”[15]
- Θηριτας Thêritas Bestial „Animalic” sau „necivilizat”[15]
- Θοος Thoos „Cel Iute”[15]
- Θουρος Thouros „Cel aprig”[15]

### Atribute
Ares este reprezentat de obicei ca un bărbat tânăr, cu fața și corpul fără păr. Carul și torța în flăcări se numără printre simbolurile sale. Ares călărea un car tras de doi cai nemuritori care zburau și purtau frâie de aur. Printre ceilalți zei, Ares era reprezentat în armură de bronz, cu suliță, scut, coif și sabie. Câinii și vulturii îi erau consacrați, iar în Italia, la piceni, ciocănitoarele erau și ele păsări sacre lui Ares. Potrivit Argonauticii, păsările lui Ares erau un stol de zburătoare ale căror pene puteau fi aruncate ca săgeți asupra dușmanilor. El este identificat cu berbecul prin mitul Lânii de aur (așa cum este reprezentat în semnul zodiacal Berbec).

## Mitologie

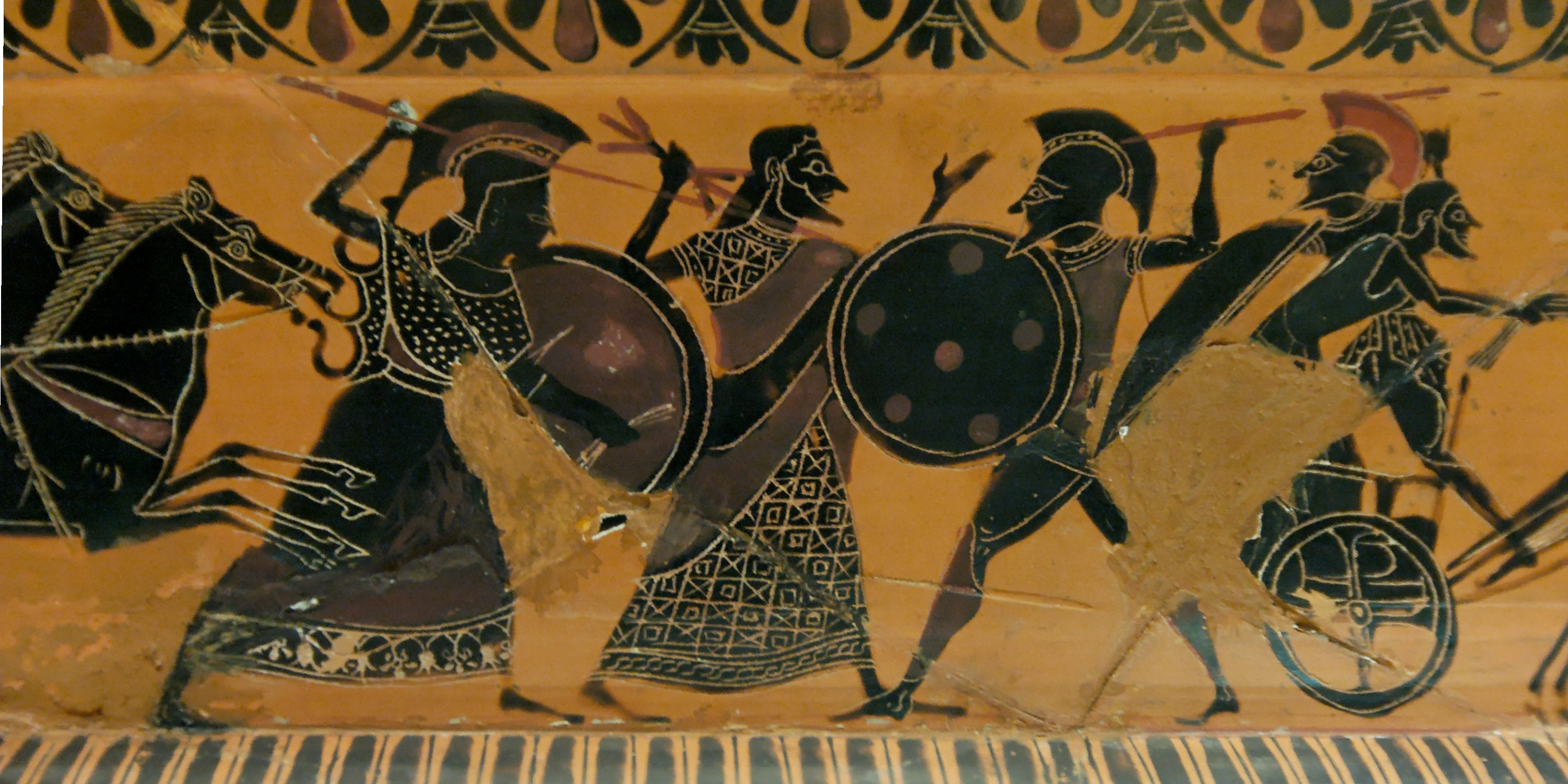
Zeus (centru) îi separǎ pe Atena (stânga) și Ares (dreapta) în timp ce se luptă, pictură pe un vas ceramic din anii 540–510 î.Hr.

Se numără printre cei doisprezece mari zei ai Olimpului și este fiul lui Zeus și al Herei. În literatura greacă el reprezintă deseori aspectul fizic, violent și neîmblânzit al războiului, în contrast cu sora sa, Atena, ale cărei funcții ca zeiță a înțelepciunii includ strategia militară și capacitatea de a administra cu succes o armată.
Grecii aveau o atitudine ambivalentă față de Ares: deși întruchipa bravura și puterea fizică, ambele indispensabile succesului în război, el era, totuși, o forță periculoasă. Cu toate acestea, era disprețuit de părinții săi și de către ceilalți zei, mai ales de către Atena, din cauza caracterului său violent, sângeros. În numeroasele mituri legate de numele lui, zeul apare adesea înfrânt, deși era simbolul forței războinice, brutale.
În războiul troian, la care participă luptând alături de Hector, el este rănit de către Diomede cu ajutorul Atenei și nevoit să fugă. Când sare în ajutorul fiului său, care avea să fie ucis de Heracles, Ares este, de asemenea, rănit de către erou și silit să se retragă. La fel, zeul trebuie să îndure uciderea fiicei sale, Penthesilea, fără să poată face nimic. De numele lui Ares este legat și Areopagul, colina unde, la Atena, era locul unde se judecau crimele de natură religioasă. Se credea că la poalele acestei coline Ares l-ar fi ucis pe Hallirrhothius, fiul lui Poseidon, fiindcă voia să-i necinstească fiica, pe Alcippe. Adus de către Poseidon în fața judecății zeilor, pe aceeași colină, spre a fi osândit pentru crima săvârșită, Ares a fost însă iertat.
Dintre numeroasele episoade amoroase care i se atribuiau, era celebră legătura dintre el și Aphrodita, legătură dată în vileag de către soțul acesteia, Hefaistos.
La romani, Ares era identificat cu zeul Marte.

## Cultul lui Ares

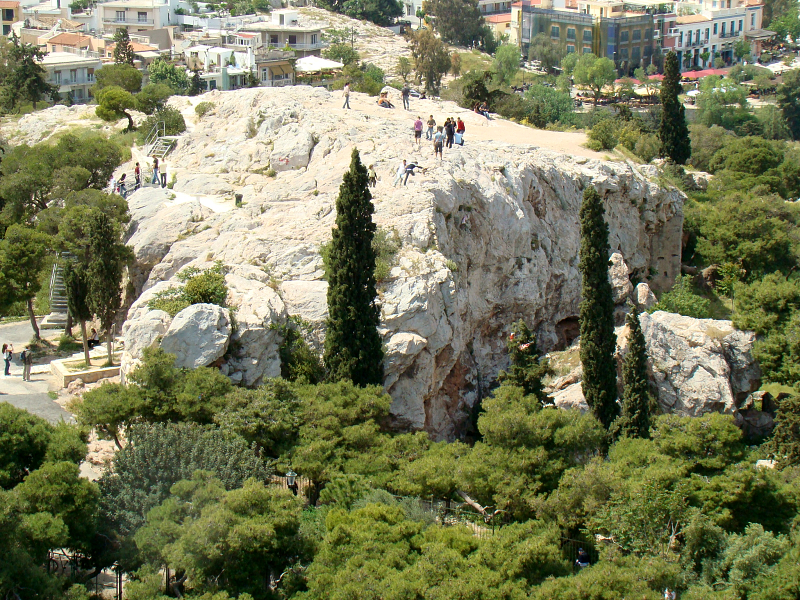
Areopagul

În Grecia continentală și în Peloponez, doar câteva locuri sunt cunoscute ca având un templu și un cult oficial al lui Ares. Pausanias (secolul al II-lea d.Hr.) notează un altar al lui Ares la Olympia, și mutarea unui templu al lui Ares în agora ateniană în timpul domniei lui Augustus, în esență rededicându-l (2 d.Hr.) ca templu roman al lui Mars Ultor al lui Augustus. Areopagul („dealul lui Ares”), o stâncă naturală din Atena, la o oarecare distanță de Acropole, se presupune că a fost locul unde Ares a fost judecat și achitat de zei pentru uciderea din răzbunare a fiului lui Poseidon, Halirrhothius, care o violase pe fiica lui Ares, Alcippe. Numele său a fost folosit pentru tribunalul care se întrunea acolo, mai ales pentru a investiga și judeca eventualele cazuri de trădare.
La fel ca majoritatea zeităților grecești, Ares primea sacrificii animale; în Sparta, după o bătălie, i se dădea un bou pentru o victorie prin stratagemă sau un cocoș pentru o victorie prin asalt. Destinatarul obișnuit al sacrificiului înainte de luptă era Atena. Relatările despre sacrificii umane istorice pentru Ares într-un rit obscur cunoscut sub numele de Hekatomphonia reprezintă o eroare foarte veche, repetată de-a lungul mai multor secole și până în epoca modernă. Hekatomphonia era un sacrificiu animal pentru Zeus; acesta putea fi oferit de orice războinic care a ucis personal o sută de inamici.

### Răspândire geografică
Cultele zeilor mitologiei grecești sunt adesea vechi și adevărata lor întindere și popularitate este greu de determinat în zilele de azi. Ce rămâne se bazează pe mărturiile celor care trăiră atunci, printre care geografi și călători precum Strabon și Pausanias, și descoperiri arheologice, după cum urmează:
Grecia de Sud:
- SV Atica: Atena[24]
- S Argolida: Argos, Trezen[24]
- S Lacedemon: Sparta, Geronthres[24]
- S Elida: Olimpia[24]
- S Ahea: Tritaia[24]
- S Arcadia: Megalopolis, Akakesion, Tegea, muntele Kresios[24]

Grecia centrală:
- C Beoția: Teba[24]

Grecia de Nord:
- N Thesprotia[24]
- N Tracia[24]

Peninsula italică:
- Lazio[24]

## În artă și ficțiune
Pentru reprezentări ale lui Marte, vezi Marte în artă și ficțiune

### Benzi desenate și cărți
Pentru rolurile lui Marte, vezi Marte în benzi desenate și cărți
Ares apare ca personaj sau este folosit în numeroase lucrări de ficțiune. Recent, printre cele mai populare sunt reprezentările sale în universul Marvel încă din 1966 în Thor #126 și în propria sa bandă desenată Ares din 2006. Acesta a apărut de asemenea în seriile Percy Jackson și Olimpienii și Eroii Olimpului de Rick Riordan.

### Film și televiziune
Pentru rolurile lui Marte, vezi Marte în film și televiziune

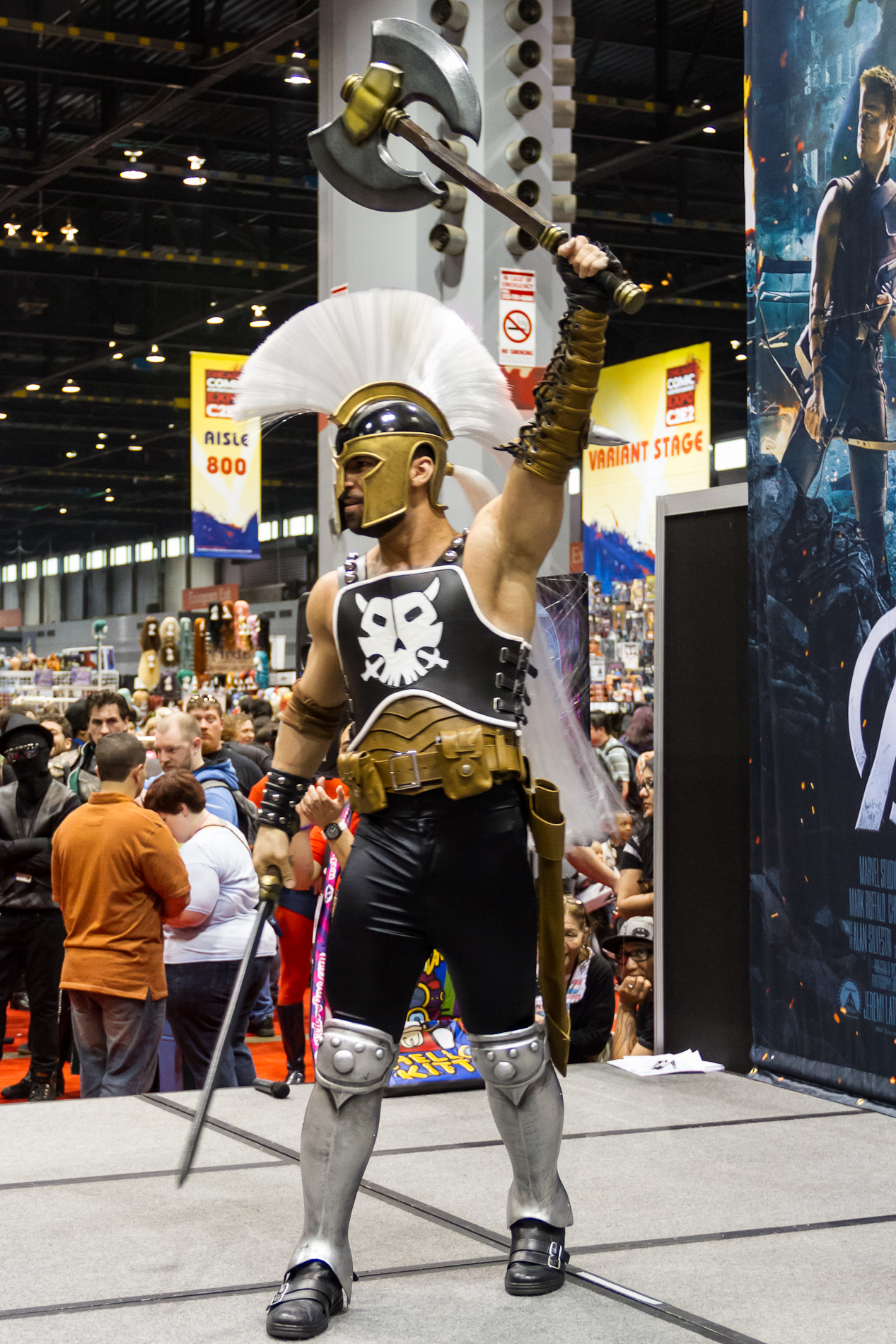
Fan costumat ca Ares din universul Marvel la concursul de costume Marvel 2012 C2E2 din Chicago

Ares a apărut de numeroase ori în film și televiziune, printre care:
- 1961: Il colosso di Rodi, Mimmo Palmara[28]
- 1978: Theoi ston Olympo (TV), Vasilis Tsivilikas[28]
- 1995-2001: Xena, Prințesa războinică (TV), Kevin Smith[28]
- 1997: Hercules & Xena: Wizards of the Screen, Kevin Smith[28]
- 1997:  Hercules and Xena - The Animated Movie: The Battle for Mount Olympus, Kevin Smith[28]
- 1998: Young Hercules, Kevin Smith[28]
- 1998: Hercules: Zero to Hero, Jay Thomas[28]
- 1999: Hercule, Jay Thomas[28]
- 1999: Hercules: The Legendary Journeys, Kevin Smith[28]
- 1999, 2000: Mythic Warriors: Guardians of the Legend, Rick Bennett, Allen Stewart-Coates[28]
- 2004: Gory Greek Gods (TV), Justin Brett[28]
- 2004: Justice League Unlimited (TV), Michael York[28]
- 2006: Class of the Titans (TV), Garry Chalk[28]
- 2009: Wicked: A Xena Musical (TV), Jorge Rodas[28]
- 2009: Wonder Woman (TV), Alfred Molina[28]
- 2010: Percy Jackson și Olimpienii: Hoțul Fulgerului, Ray Winstone[28]
- 2010: Înfruntarea titanilor, Tamer Hassan[28]
- 2011: Saint Seiya Live Action: Una Nuova Minaccia (TV), Luigi Pietrobono[28]
- 2011: Saturday Night Live, episodul Charlie Day/Maroon 5, Taran Killam[28]
- 2011: Immortals, Daniel Sharman[28]
- 2012: Furia titanilor, Edgar Ramírez[28]
- 2012: The Parthenon Project, Sarah Lin[28]
- 2013: Pandora, Michael K. Fuller[28]
- 2013: A God Named Pablo, 2 episoade, Scotch Hopkins[28]
- 2013: Hercules: The Brave and the Bold, Neil McDonald[28]
- 2013: Hurry Up and Wait Presents: Real World Olympus, Dean Flagg[28]
- 2014: Saint Seiya: Legend of Sanctuary, Mitsuru Miyamoto[28]
- 2015: Oh My Godness, 1 episod, Jeremy Chevillotte[28]
- 2015, 2016: For the Love of Zeus, 2 episoade, Reggie P. Louis, Robert Wheeler[28]
- 2016: Zeus School (TB), Shawn Stoner[28]
- 2016: Pantheon University (TV), Edward Rosini[28]
- 2016: Siren (TV), Patricia Blanchfield[28]
- 2017: Percy Jackson, episodul I Have a Dam Problem, Danny Stewart[28]
- 2017: Filmul Femeia fantastică, David Thewlis[28]
- 2017: Wonder Woman Abridged, Jason Marnocha[28]
- 2017: DC Super Hero Girls, 4 episoade, Fred Tatasciore[28]
- 2017: Project Olympus, Eden Zane[28]
- 2017: Aletheia, Ben Lorenz[28]
- 2017: Greek Goddess, Darren Miller[28]
- 2017: The Olympus Project, Dylan Mackenzie[28]
- 2017: Role Play: The Movie, Panos Natsis[28]
- 2017: Superheroines! Michael-Anthony Antoniou[28]

### Jocuri video
Jocurile video în care apare Ares sunt Hercules' Hero Quest (1998, Corey Burton), God of War (2005, Steve Blum), Spartan: Total Warrior (2005, Stanley Townsend), God of War III (2010, Fred Tatasciore), DC Universe Online (2011, J.M. Specht), God of War: Ascension (2013, Steve Blum), Injustice: Gods Among Us (2013, J.G. Hertzler), Apotheon (2015, Mick Lauer) și Lego Marvel's Avengers (2016, Fred Tatasciore).